# Советская Литва (газета)
«Советская Литва» («Труженик», «Литва Советская») — ежедневная газета, выходившая в Литовской ССР  на русском языке, с 1940 года по 1991 год.

## История
Первый номер, под названием «Труженик», вышел вскоре после установления Советской власти в республике, 10 июля 1940 года, в Каунасе.
Во время Великой Отечественной войны, с 22 июля 1941 года по 26 сентября 1944 года, газета не выходила.
После войны издание было возобновлено под названием «Советская Литва».
Тираж на 1975 год составлял 70 тыс. экземпляров.
В 1976 году газета была награждена орденом Трудового Красного Знамени «за заслуги в коммунистическом воспитании трудящихся Литовской ССР».
Редакция газеты до 1987 года находилась в Вильнюсе, на улице Комунару (совр. Якшто), д. 9, с 1987 года — в Доме Печати (пр. Космонауту (совр. Laisvės pr.), 60).
Газета являлась органом Коммунистической партии Литвы, после объявления о восстановлении независимости Литовской Республики была переименована в «Эхо Литвы» (не путать с литовскоязычным изданием с аналогичным названием „Lietuvos aidas“), оставаясь органом Верховного Совета Литовской Республики.
В 1991 году после распада СССР и с реализацией в Литве принципов независимости средств массовой информации газета была преобразована в независимое издание «Эхо Литвы». Некоторое время была единственной ежедневной русскоязычной газетой Литвы. Закрылась в начале 2000-х  по экономическим причинам.

## Редакторы
- 1940 — Йонас Шимкус
- 1940—1941 — В. Дилманас
- 1944—1945 — Павел Гелбак
- 1945—1946 — А. Федотов
- 1946—1953 — Александр Иванович Анушкин
- 1954—1955 — В. Люценка
- 1955—1970 — Василий Мещеряков
- 1970—1990 — Василий Карпович Емельянов
- Редактор «Литвы Советской» в 1990—1991 годах — Станислава Юонене (ныне гражданка Республики Беларусь, обвиняется в участии в январских событиях в Вильнюсе 1991 года, Прокуратура Литвы требует её экстрадиции).